# Olof Palme
Uppslagsordet "Palme" leder hit. För andra personer med namnet Palme, se Palme (efternamn). För andra betydelser, se Palme (olika betydelser) och Olof Palme (olika betydelser).
Sven Olof Joachim Palme ([ˈûːlɔf ˈpâlːmɛ] ( lyssna)), född 30 januari 1927 i Stockholm, död 28 februari 1986 i Stockholm, var en svensk socialdemokratisk politiker.  
Han var Sveriges statsminister 1969–1976 och från 1982 fram till sin död 1986 samt var partiledare för Socialdemokraterna från 1969 till sin död.
År 1980, när Socialdemokraterna befann sig i opposition, utsågs Palme till särskild medlare för FN i Iran–Irak-kriget. Han var utbildad jurist.  
Palme mördades den 28 februari 1986 vid korsningen Sveavägen–Tunnelgatan i centrala Stockholm. Det var första gången i modern tid som en svensk statsminister mördades, och händelsen väckte stor internationell uppmärksamhet.

## Biografi

### Uppväxt och familj
Olof Palme föddes i Svea Artilleriregementes församling på Östermalm i Stockholm och växte upp i familjens våning på Östermalmsgatan 36. Hans föräldrar var Gunnar Palme (1886–1934), verkställande direktör för försäkringsbolaget Thule, och Elisabeth von Knieriem (1890–1972), som var dotter till Woldemar von Knieriem och som föddes i Livland men kom 1915 som flykting till Sverige. Farmodern Hanna von Born var av finlandssvensk adel.
Som fyraåring talade Palme franska med sin barnsköterska, tyska med sin mor och svenska med sina syskon. Han talade även ryska med sina kusiner.[källa behövs] Somrarna tillbringades på morföräldrarnas gård Skangal, tio mil nordost om Riga. Olof Palmes syskon var Claës Palme (1917–2006), Catharina Palme Nilzén (1920–2002) och halvbrodern Sture Gunnarsson (1911–2005). Olof Palme var sonson till Sven Palme, verksam i samma försäkringsbolag som Palmes far, samt brorson till  historikern Olof Palme (1884–1918) och vidare kusin till Sven Ulric Palme och syssling till Ulf Palme.

### Utbildning och tidig karriär
Palme tillbringade sina första skolår i Beskowska skolan på Östermalm i Stockholm, där han började direkt i andra klass våren 1934. Vid tio års ålder skrevs han in vid Sigtuna humanistiska läroverk. Under åren på Sigtuna hade han ett stort idrottsintresse och spelade bandy som målvakt i samma lag som journalisten Hemming Sten. 1944 avlade han studentexamen med genomsnittsbetyget A och började därefter skriva i Svenska Dagbladet. Han skrev bland annat recensioner och reportage under signaturen SOJ (Sven Olof Joachim). Hösten 1944 ryckte Palme in till militärtjänstgöring vid sjätte skvadronen vid Norrlands dragonregemente (K 4) i Umeå. Han började sedan på aspirantskolan vid Livregementets husarer (K 3) i Skövde och blev efter några månader sergeant och i november 1948 fänrik i kavalleriets reserv.
Efter krigsslutet fortsatte Palme sina studier i USA, där han 1948 blev Bachelor of Arts vid Kenyon College. Där tillhörde han skollaget i fotboll. Under sin akademiska studietid reste han runt i USA. Han återvände till Sverige där han studerade juridik och avlade juristexamen vid Stockholms högskola 1951. Under sina studieår där var Palme medlem i Socialdemokratiska studentklubben i Stockholm (SSK). År 1952 blev Palme ordförande i Sveriges förenade studentkårer, ett uppdrag han innehade under ett år. Åren 1953–1954 arbetade han som förste byråsekreterare vid Försvarsstaben i statsminister Tage Erlanders regering. Sommaren 1955 genomgick Palme en stridskurs för ryttartruppchefer och blev på nyåret 1956 befordrad till löjtnant i kavalleriets reserv.
Palme hade, enligt honom själv, blivit socialdemokrat genom tre viktiga händelser. Den första av de tre händelserna han avsåg var skattedebatten i Stockholms konserthus 1947 mellan socialdemokraten Ernst Wigforss, Högerpartiets Jarl Hjalmarson och Folkpartiets Elon Andersson; den andra var USA-vistelsen 1948, då de stora klassklyftorna där uppdagades för honom. Det tredje var en Asien-resa 1953, när han ställdes inför kolonialismens konsekvenser.

### Statsråd

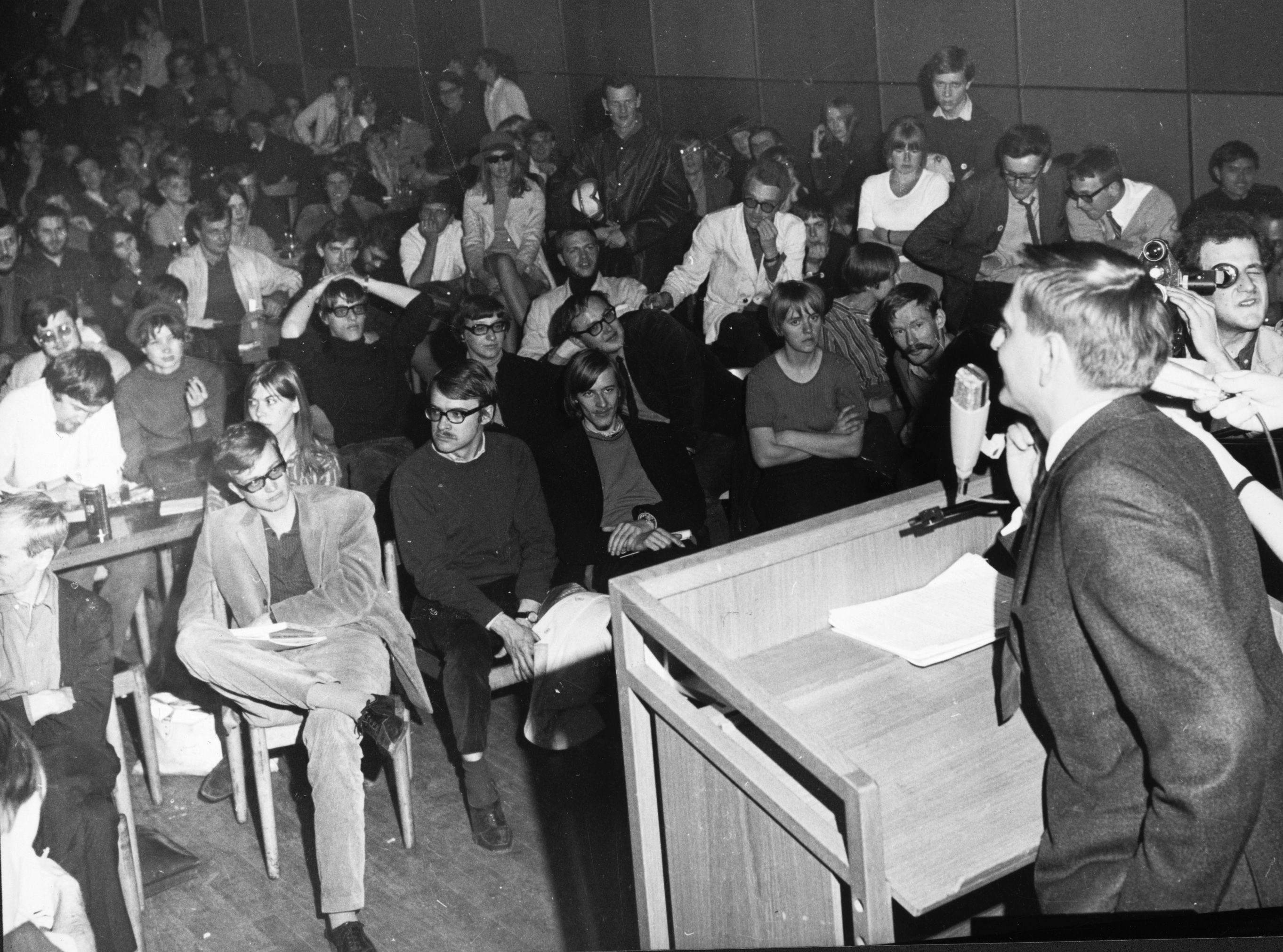
Kårhusockupationen i Stockholm 1968. Den dåvarande utbildningsministern Palme talar till studenterna, som ockuperat sitt eget kårhus.

År 1954 avancerade Palme i Regeringskansliet och blev sekreterare i Statsrådsberedningen, fram till 1961. Åren 1961–1963 var Palme byråchef där. Han var styrelseledamot för ABF 1955–1961. Palme valdes in i riksdagens första kammare 1958–1968 för socialdemokraterna i Jönköpings län, och i andra kammaren för Stockholms stad 1969–1970. Han satt i Nämnden för Internationellt Bistånd (NIB) 1962–1963, Vuxenutbildningsdelegationen från 1961 samt Arbetsgruppen för svensk utlandshjälp från 1962. Ett av hans första viktigare uppdrag var som ordförande för Studiesociala utredningen 1959–1963 samt Studiehjälpsutredningen 1962–1963. Palme satt i Energirådet 1973–1976 och 1982 samt i Barn- och ungdomsdelegationen 1982–1986.
Palme inträdde i regeringen 19 november 1963 som konsultativt statsråd i Statsrådsberedningen och 25 november 1965 utsågs han till statsråd och chef för Kommunikationsdepartementet, för att därefter avancera till posten som ecklesiastikminister 29 september 1967. Palme blev sålunda Sveriges siste ecklesiastikminister eftersom departementet 1968 bytte namn till Utbildningsdepartementet. Därefter titulerades han utbildningsminister. Den 1 oktober 1969 valdes Palme till ny partiordförande för Socialdemokraterna efter Tage Erlander vid partikongressen i Folkets hus i Stockholm.

### Statsminister

#### Första perioden (1969–1976)

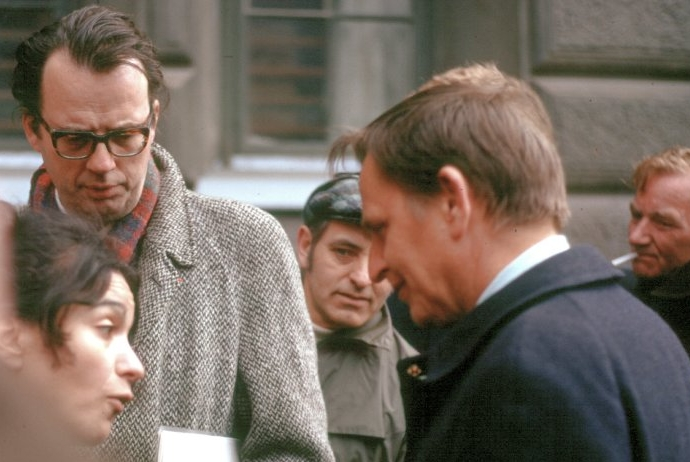
Palme i diskussion på Norra Bantorget i Stockholm, första maj 1973.

Den 14 oktober 1969 tillträdde Palme posten som Sveriges statsminister. Som statsminister gjorde han sig känd som kritiker av USA:s militära intervention i Vietnam. 
Efter riksdagsvalet 1973 kunde Palme sitta kvar som statsminister, men valet resulterade i den så kallade lotteririksdagen (s+vpk: 175 mandat; c+m+fp: 175 mandat). Under mandatperioden 1973–1976 kunde regeringen Palme ändå driva igenom några betydelsefulla reformer, bland annat lagen om medbestämmande i arbetslivet (MBL) och lagen om en allmän föräldraförsäkring. 1975 trädde den nya författningen i kraft, vilket bland annat innebar att monarkens uppgifter kraftigt beskars (till exempel vid regeringsbildningen). Om Sverige till namnet ännu var en monarki, var det i praktiken snarast en republik. Monarkins framtida status hängde därför, med Palmes egna ord, bara på "ett penndrag".

#### Opposition
Efter valet 1976, då kärnkraftsfrågan kom i fokus och de borgerliga fick majoritet, tvingades socialdemokraterna och Palme att avgå (officiellt 8 oktober 1976). Vid denna tid hamnade Palme i stora bekymmer gällande den så kallade Geijeraffären, där han först kraftfullt dementerade journalisten Peter Bratts uppgifter om Geijers kontakter med en prostituerad för att därefter offentligt vidgå dem. Valet 1979 innebar ännu ett nederlag för socialdemokraterna eftersom man inte lyckades återerövra regeringsmakten, men Palmes ställning inom partiet var trots detta ohotad.
År 1980 utsågs Palme till FN:s medlare i Iran–Irak-kriget. Den 1 mars 1982 lämnade Palmekommissionen sin rapport om medlingen mellan Iran och Irak.

#### Andra perioden (1982–1986)
Efter socialdemokraternas valseger 1982 innehade han åter statsministerämbetet från 8 oktober.
Som socialdemokratisk statsminister hamnade Palme i skarp konflikt med näringslivets företrädare, då riksdagen 1983 beslöt om införandet av löntagarfonderna, som av dessa sågs som ett sätt att socialisera Sveriges företag. Åren 1985–1986 uppstod även slitningar med ledande militärer (kommendörkapten Hans von Hofsten med flera) som, med anledning av de förmodat sovjetiska ubåtskränkningarna, ansåg honom alltför svag i agerandet gentemot Sovjetunionen, samtidigt som de förklarade att de saknade förtroende för honom personligen. Palme själv hävdade att han verkade för freden.

### Död

#### Mordet

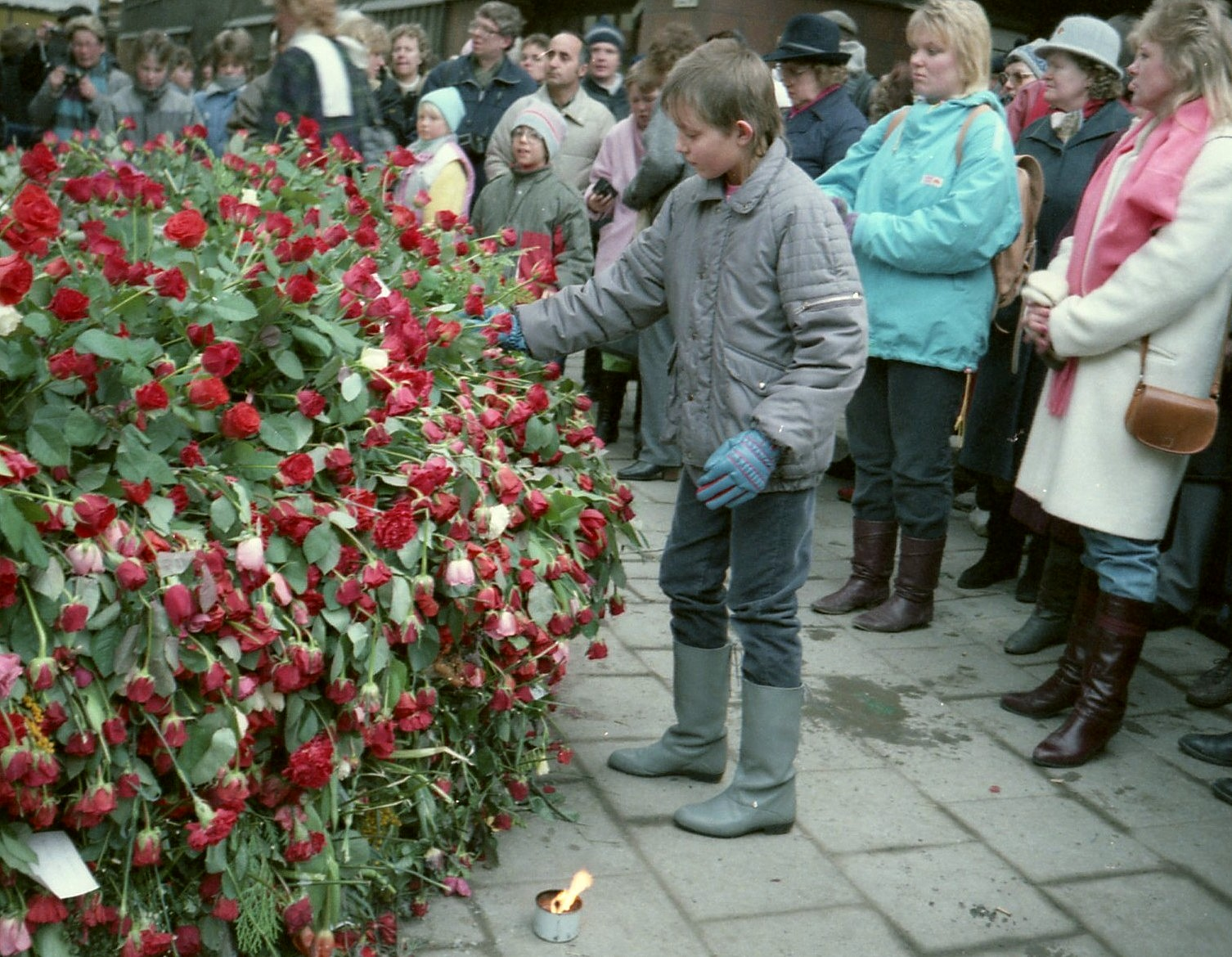
Blomsternedläggning vid mordplatsen, 3 mars 1986.

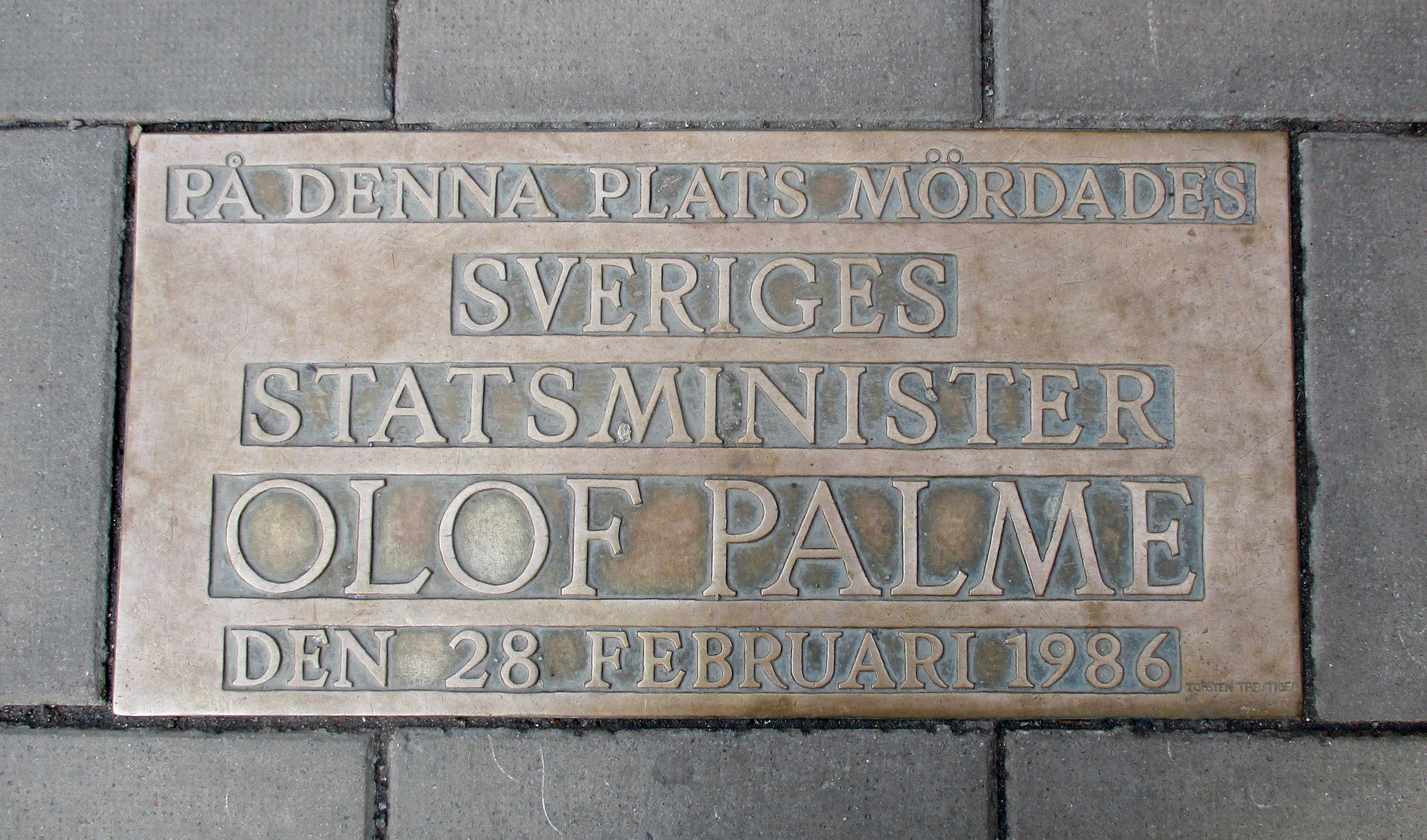
På denna plats mördades Sveriges statsminister Olof Palme den 28 februari 1986; minnesplakett vid hörnet av Tunnelgatan-Sveavägen.

Palme sköts på Tunnelgatan vid Sveavägen, utanför affären Dekorima i centrala Stockholm klockan 23.21 den 28 februari 1986 när han tillsammans med sin hustru Lisbeth Palme skulle ta en promenad hem efter att ha sett Bröderna Mozart på biografen Grand. Han fördes till Sabbatsbergs sjukhus där han konstaterades död när ambulansen anlände klockan 00.06 den 1 mars 1986 och obducerades samma dag av Milan Valverius. Den största svenska polisinsatsen i modern tid sattes in för att så snabbt som möjligt försöka lösa mordet. Många uppseendeväckande turer följde, skandaler och polisiära misslyckanden. Många menade att utredningsarbetet uppvisade stora brister i polisens sätt att arbeta och att de motsättningar, som fanns mellan olika myndigheter och personer, förhindrade ett effektivt utredningsarbete.

#### Begravningen
Begravningen ägde rum den 15 mars 1986. Begravningsceremonin ägde rum i Stockholms stadshus och var en så kallad borgerlig begravning, utan präst och andra religiösa förtecekne. 
Bland de som höll tal fanns förutom kung Carl XVI Gustaf och statsminister Ingvar Carlsson även bland annat Anna Lindh som då representerade Sveriges socialdemokratiska ungdomsförbund men även FN:s generalsekreterare Javier Pérez de Cuéllar och Willy Brandt som tidigare varit Västtysklands förbundskansler och vid tillfället var ordförande för Socialistinternationalen. I publiken fanns representanter för 120 länder. En anmärkningsvärd detalj var att Västtysklands förbundskansler Helmut Kohl och Östtysklands ledare Erich Honecker satt bredvid varandra. 
Efter ceremonin i stadshuset transporterades kistan på en katafalkvagn till Adolf Fredriks kyrka där gravsättningen sedan ägde rum. Gravsättningen skedde däremot enligt kristen tradition och var alltså inte borgerlig. Den genomfördes av biskop Krister Stendahl och hans företrädare Lars Carlzon. 

#### Efterspel
I december 1988 anhölls Christer Pettersson som misstänkt för mordet. Denne dömdes också i juli 1989 av Stockholms tingsrätt som skyldig. Domen överklagades och han frikändes i november samma år av en enig hovrätt. Misstankarna mot Pettersson kvarstod dock och resning begärdes av riksåklagaren i december 1997. Denna begäran avslogs dock av Sveriges högsta domstol den 28 maj 1998.
Vid en pressträff anordnad för att utredningen skulle läggas den 10 juni 2020 utpekades den avlidne Stig Engström, som Olof Palmes troliga mördare av chefsåklagare Krister Petersson. Petersson menade att det var svårt att "komma runt" Stig Engström som mördaren.
Mordet på Sveriges statsminister blev ett nationellt trauma och en väckarklocka för svenskarna, att situationen i världen hade förändrats. Det påverkade även andra länder som en påminnelse om mordet på USA:s president John F. Kennedy 1963. Händelsen kom under lång tid att sätta sin prägel på samhällsdebatten och vad som måste göras för att öka ländernas säkerhet mot olika typer av attentat mot enskilda personer i ledande ställning och centrala samhällsfunktioner.
Olof Palme är gravsatt bredvid sin hustru Lisbeth på Adolf Fredriks kyrkogård i Stockholm.

## Privatliv

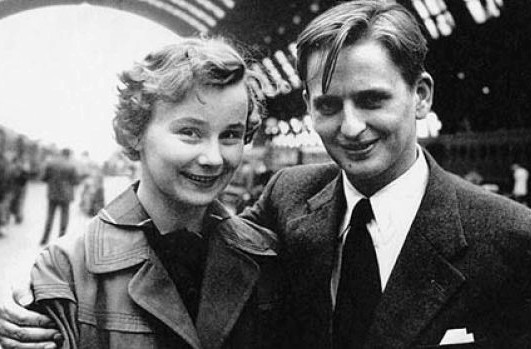
Lisbeth Palme med maken Olof på bröllopsresan.

Mellan 1949 och 1952 var Palme gift med Jelena Rennerová i ett skenäktenskap. Syftet var att ge henne möjlighet att lämna Tjeckoslovakien efter Pragkuppen 1948. Hon utbildade sig senare till läkare och gifte sig därefter med Rolf Zetterström. 
Den 9 juni 1956 gifte sig Palme med Lisbeth Beck-Friis, som var barnpsykolog. Paret bosatte sig först i det nybyggda radhusområdet på Tornedalsgatan 18 i Vällingby. Efter 1969 flyttade de till Lövångersgatan 31 i det närliggande Atlantisområdet. År 1983 flyttade familjen till Västerlånggatan 31 i Gamla stan.
Olof och Lisbeth Palme fick tre söner: Joakim, Mårten och Mattias.

## Utrikespolitik

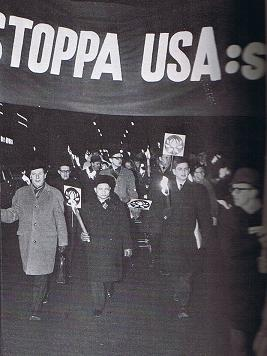
Olof Palme under en demonstration med Nordvietnams Moskvaambassadör, Nguyen Tho Chan, i februari 1968.

Palme engagerade sig starkt för utvecklingsländerna. Mellan 1965 och 1989 gällde 37 procent av alla officiella besök Sverige–utlandet dessa länder och 24 procent Västeuropa. Efter 1990 sjönk andelen besök till utvecklingsländer till 18 procent, medan utbytet med Västeuropa ökade till 60 procent.  
Palme var uttalat kritisk mot diktaturer, särskilt i Östeuropa:  
"Folkdemokratierna i Östeuropa upprättades en gång i hägnet av den sovjetiska ockupationsmakten. Dessa regimer hade inte något folkligt stöd. I den mån en folklig legitimitet fanns, så gick den snabbt förlorad. Dessa länder har sedan dess lidit av ekonomiska problem, politisk ofrihet och en stel byråkrati. Några framtidshopp utgör de icke." 
Han ansåg dock att dialog även med dessa länder var viktig för att möjliggöra förändring.

### Vietnamkriget
Upptrappningen av de amerikanska krigsinsatserna i Vietnam 1965 ledde i Sverige, liksom många andra länder, till demonstrationer under våren och sommaren mot kriget. Den 30 juli 1965 höll Palme, som då var konsultativt statsråd samt tillförordnad utrikesminister i Tage Erlanders regering, ett tal vid den socialdemokratiska Broderskapsrörelsens kongress i Gävle där han riktade hård kritik mot USA:s Vietnampolitik. Från amerikanskt håll, liksom från företrädare för den borgerliga oppositionen i Sverige, framfördes kritik mot Palmes tal. Folkpartiledaren Bertil Ohlin uttalade farhågor för den svenska neutralitetspolitiken. Även bland socialdemokrater riktades kritik, bland annat från riksdagsledamoten Kaj Björk som talade om förenklingar, oklarheter och ensidigheter i Palmes tal. Efter det att debatten om innebörden av Palmes tal tagit fart gick utrikesminister Torsten Nilsson och statsminister Tage Erlander ut och förklarade att vad Palme sagt var regeringens uppfattning. Palme skulle senare komma att hårt kritisera USA i jultalet om Hanoi 1972. Phạm Văn Đồng, premiärminister i det kommunistiska Nordvietnam och senare även i Vietnam, beskrevs av Palme som "en vis och enkel man, som förenar det bästa i den asiatiska kulturen med det bästa i den franska kulturen".

### Sovjetunionen
Palme var en uttalad kritiker av kommunistiska diktaturer. Åren 1949–1952 ingick han ett skenäktenskap med Jelena Rennerová från Tjeckoslovakien för att hjälpa henne lämna landet efter kommunistpartiets maktövertagande. Som politiker fördömde han senare bland annat Warszawapaktens invasion av Tjeckoslovakien 1968 och Sovjetunionens krig i Afghanistan 1979.  
Som statsminister mötte Palme ibland kritik, särskilt från den borgerliga oppositionen, för vad kritiker uppfattade som en alltför försiktig hållning gentemot Sovjetunionen. Själv menade han att borgerliga politiker gick för långt i sin kritik, och han anklagade dem för att ”teckna djävulsbilder” av Sovjetunionen och bedriva ”hets mot Sovjet”. Vid en utrikespolitisk debatt i riksdagen 1983 kritiserade han företrädare för Moderaterna och beskrev deras linje som en ”korstågsanda” för att befria Östeuropa, något han menade var typiskt för konservativa kretsar i väst under det Kalla kriget. Inför Socialdemokraternas partikongress 1984 betonade han att ”vi sysslar inte med antisovjetism”.
När Aleksandr Solzjenitsyn tilldelades Nobelpriset i litteratur 1970 men inte kunde resa till Stockholm för att motta priset, avstod Palme från ett förslag om att hålla en ceremoni på svenska ambassaden i Moskva. Han menade att ett sådant arrangemang riskerade att skada Sveriges relationer med Sovjetunionen. Beslutet mötte skarp kritik, bland andra från författaren Vilhelm Moberg. Se även Solzjenitsynaffären.

### Kuba
Som förste västeuropeiske regeringschef företog Palme i juni 1975 ett officiellt besök i Kuba. Den 29 juni 1975 höll han tillsammans med Fidel Castro ett tal inför hundratusentals människor i staden Santiago de Cuba. I sitt tal sa Palme bland annat att "vad Kuba har lärt oss är att förtryckarna till slut störtas, att folkets krav ej kan förkvävas" (Palme syftade här på Fulgencio Batistas regim, inte Castros). Talet avslutades med orden: "Leve vänskapen mellan Sverige och Kuba! Leve solidariteten mellan folken! Leve det självständiga och oberoende Kuba!". I en gemensam kommuniké som utfärdades dagen efter massmötet meddelade Palme och Castro att samtalen hade präglats av "stor sympati och ömsesidig förståelse och att åsiktsöverensstämmelse i de frågor som behandlats rådde". I kommunikén fanns även ett avsnitt där utvecklingen i Vietnam (efter det kommunistiska maktövertagandet i Sydvietnam) samt i Kambodja (under Röda khmererna) kommenterades. De två ledarna uttalade där sin glädje över att frihetskampen för "de vietnamesiska och kambodjanska
folken [...] hade krönts med seger". Röda khmerernas maktövertagande beskrevs som "en stor seger för folkets rätt att bestämma sitt eget öde". På sommaren 1975 hade Röda khmererna utrymt de stora städerna, deporterat ungefär halva landets befolkning och inlett det folkmord i vilket nära två miljoner människor mördades.

### Östtyskland
I juni 1984 genomförde Palme ett officiellt besök i Östtyskland (DDR), där han mötte landets ledare Erich Honecker i Stralsund. Efter mötet meddelade Palme att "med Honecker fick jag mycket god kontakt. Jag tror att han uppriktigt vill nedrustning". Varken i det tal som Palme höll i anslutning till mötet eller i samtal ledarna emellan uttalades dock någon kritik mot den östtyska regimen eller bristen på mänskliga fri- och rättigheter i landet, utan han fokuserade på nedrustning och internationell avspänning, vilket ledde till kritik mot Palme i flera borgerliga ledarsidor.

### Chile, Spanien och Grekland
Palme riktade vid flera tillfällen stark kritik mot olika militärdiktaturer i bland annat Latinamerika och Sydeuropa, däribland Spanien (under Francisco Franco), Chile (under Augusto Pinochet) och Grekland (under Georgios Papadopoulos). I ett av sina mest kända tal, som hölls vid Socialdemokraternas partikongress den 28 september 1975, fördömde han Francoregimen i Spanien som "dessa satans mördare". Bakgrunden var att regimen dagen innan låtit avrätta tre medlemmar av den väpnade marxist-leninistiska gruppen FRAP samt tre medlemmar ur den baskiska separatistgruppen ETA.

### Mellanöstern och Nordafrika
Vid Socialdemokraternas partikongress 1969 ställde sig partiet, efter ett förslag från utrikesminister Torsten Nilsson, i praktiken neutralt i Arabisk-israeliska konflikten. Motiveringen var hänsyn till Gunnar Jarrings uppdrag som FN-medlare.
Under Jom Kippurkriget 1973 höll regeringen Palme samma neutrala linje. Utrikesminister Krister Wickmans uttalanden i FN:s generalförsamling den 11 oktober 1973 uppfattades dock av flera journalister som kritik mot Israel.
I november 1974 träffade Palme, som första västerländske regeringschef, den palestinske ledaren Yassir Arafat i Algeriet. I april 1983 tog han emot Arafat i Stockholm, tillsammans med Anker Jørgensen och Gro Harlem Brundtland.
Vid Israel–Libanon-konflikten 1982 riktade Palme, då i opposition, skarp kritik mot Israel. I ett tal vid TCO:s kongress den 1 juli 1982 jämförde han israeliska handlingar mot palestinska barn i flyktingläger i Libanon med nazisternas behandling av judiska barn i förintelselägren.
När Israel firade 70-årsjubileet av Raoul Wallenberg i maj 1983 skickade regeringen Palme ingen officiell representation. Motiveringen var att en sådan närvaro kunde koppla samman Sverige och Wallenberg med staten Israel, vilket ansågs olyckligt.
1974 tog Palme emot Abd as-Salam Jalloud, premiärminister i Libyen, och beskrev honom som ”min vän Jalloud”. I maj 1980 besökte han Iran tillsammans med Österrikes förbundskansler Bruno Kreisky och Spaniens socialistledare Felipe González. Efter resan kommenterade Palme att Ruhollah Khomeinis regim ”med pedantisk noggrannhet försöker bygga upp sina demokratiska institutioner”.

### Motstånd mot kolonialism och apartheid
Sverige hade redan på 1960-talet, som första land i västvärlden, börjat ge ekonomiskt stöd till olika antikolonialistiska befrielserörelser i Afrika, bland annat ANC i Sydafrika, i Namibia, Rhodesia, Angola, Mocambique och Guinea-Bissau.
Palme var starkt kritisk mot apartheidregimen i Sydafrika. Förutom det ekonomiska stödet till motståndsrörelsen ANC förespråkade han också ekonomiska sanktioner gentemot regimen. För denna politik fick han stöd i bland annat Förenta nationerna och i Socialistinternationalen.

## Socialdemokraternas opinionsstöd under Olof Palme
Under Palmes tid som partiordförande, från 1969 till 1986, hade partiet både rekordhöga och rekordlåga opinionssiffror. Under en kort period strax efter att han blivit vald till partiordförande år 1969 visade en opinionsundersökning från Sifo att partiet låg på ovanligt höga 55 procent. En annan av Sifos undersökningar år 1976 visade att partiet låg på 38 procent.
Palme fick under sin tid som partiordförande hantera mer turbulens och politiska motgångar än sina företrädare. Redan under hans första valrörelse år 1970 hade Socialdemokraternas opinion påverkats negativt av LKAB-konflikten, som var en vild strejk vid det statliga gruvbolaget LKAB i Sverige. År 1970 skulle dessutom komma att bli ett rekordår för antalet vilda strejker i Sverige med hela 125 stycken. Denna till synes explosionsartade ökning av vilda strejker bidrog möjligtvis också till att minska opinionen för Socialdemokraterna. Dessutom innebar den nya spärren till riksdagen på fyra procent att partiet förlorade cirka två procentenheter till VPK (blocket som helhet förlorade 3 procent, men Socialdemokraterna förlorade nästan 5 procent), vilket garanterade det lilla partiets plats i riksdagen. I slutändan förlorade Socialdemokraterna den egna majoriteten, men vann ändå tillsammans med kommunisterna över hälften av rösterna och 10 mandat över det borgerliga blocket. Efter den vilda strejken påbörjade Palme en personlig process med att utarbeta framtida reformer gällande arbetslivet, som skulle fortsätta i flera år framåt. Flera viktiga reformer blev dock färdiga först till valrörelsen år 1973.
Efter valet 1970 hade opinionen legat nära valresultatet för Socialdemokraterna ända till slutet på år 1971 då man sjönk ner mot 40 procent, och i början på år 1972 sjönk man under. Detta sammanföll i takt med att de vilda strejkerna fortsatte och att inflationen ökade priserna på livsmedel.
Mellan slutet på år 1973 till år 1975 stiftades välkända reformer, trots ett dödläge i riksdagen, speciellt reformer gällande arbetsmiljön och anställning såsom LAS, vilket gynnade partiets opinion starkt. Under senare halvåret 1974 och första halvåret 1975 låg Socialdemokraterna tydligt runt 45 procent enligt Sifo.
Socialdemokraterna fick dock ändå slutligen en förlust i riksdagsvalet år 1976 som kom efter flera motgångar. Såsom flera skandaler och affärer som haft sin början under det senare halvåret år 1975. Ovanpå detta så klubbade LO igenom förslaget om löntagarfonder som blev flitigt använt som argument av dem borgerliga partierna att Socialdemokraterna ville med tvång införa socialism i Sverige. Dessutom så stödde Socialdemokraterna och särskilt Palme självt, kärnkraft till fullo, vilket var en energikälla en stor del av väljarna hade en negativ attityd till. En ny borgerlig regering med Centerpartiet, Folkpartiet och Moderaterna bildades. Däremot verkar undersökningar från Sifo visa att Socialdemokraterna borde ha haft hög opinion och vunnit valet. Sifo ställde en direkt fråga till potentiella väljare inför valet; "Om Ni jämför Thorbjörn Fälldin och Olof Palme, vem tycker Ni vore bäst som statsminister?". Svaren visade att gapet mellan Palme och utmanaren ökat och att Palme ledde stort inför valet 1976. Sifo frågade i denna valrörelse liksom tidigare om hur goda idéer partierna fört fram. Andelen väljare som svarade att socialdemokraterna fört fram "mycket goda" eller "ganska goda" idéer i valrörelsen 1976 var högre än i valrörelsen 1973. Andelen var också högre än för något annat parti detta val. Socialdemokraterna hade alltså 1976 i väljarnas ögon fört fram bättre idéer än de borgerliga oppositionspartierna och hade den bättre statsministerkandidaten. Ändå förlorade Socialdemokraterna valet, vilket kan styrka argumentet att de slutgiltiga faktorerna som sänkte partiet var kritiska sakfrågor såsom löntagarfonder, skattepolitik samt kärnkraftens framtid i Sverige, och inte ideologi, då undersökningarna ändå visade att mest potentiella väljare framför allt ansåg att Socialdemokraterna fört fram bäst idéer av alla partier.
Under åren 1977–1978 flöt opinionen ofta över 48 procent för partiet, men började minska ju närmare riksdagsvalet år 1979 man kom, och även detta val blev en förlust för det socialistiska blocket med endast 0,2 procentenheter färre röster än det borgerliga blocket. Detta möjligtvis då kärnkraften fortfarande var en viktig fråga för väljarna, och att Harrisburgolyckan skedde ett par månader innan valet. Dessutom hade VPK år 1979 vuxit något ytterligare på bekostnad av socialdemokraternas väljare, kanske delvis då partiet var emot kärnkraft till skillnad mot Socialdemokraterna. Efter folkomröstningen 1980 avgjordes kärnkraftens framtid i Sverige och därmed blev kärnkraftsfrågan inte längre ett hinder för Socialdemokraterna, och återigen flöt opinionen över 48 procent och höll sig där omkring till 1982.
Socialdemokraterna vann en stor seger i riksdagsvalet år 1982 och fick till och med fler röster som ensamt parti än vad hela det borgerliga blocket fick sammanlagt, med 0,6 procentenheters marginal, trots sitt kontroversiella förslag om löntagarfonder som ej var ett populärt förslag bland majoriteten av väljarna. Det ekonomiska läget gav dock inte något utrymme för sådana klassiska sociala reformer som många väljare vant sig vid. Opinionen för partiet höll sig dock stabil fortsatt kring valresultatet för partiet i ett år efter valet. Men då två politiska stridigheter uppmärksammades i media, dels Rosornas krig, dels den mellan Socialdemokraterna och VPK, så framstod arbetarrörelsen som splittrad – speciellt kring löntagarfonderna – och opinionen började sjunka.
Åren 1983–1984 varierade opinionen kraftigt. Den sjönk successivt till strax under 40 procent, ökade sedan brant igen till 45 procent, för att slutligen åter sjunka under 40 procent.

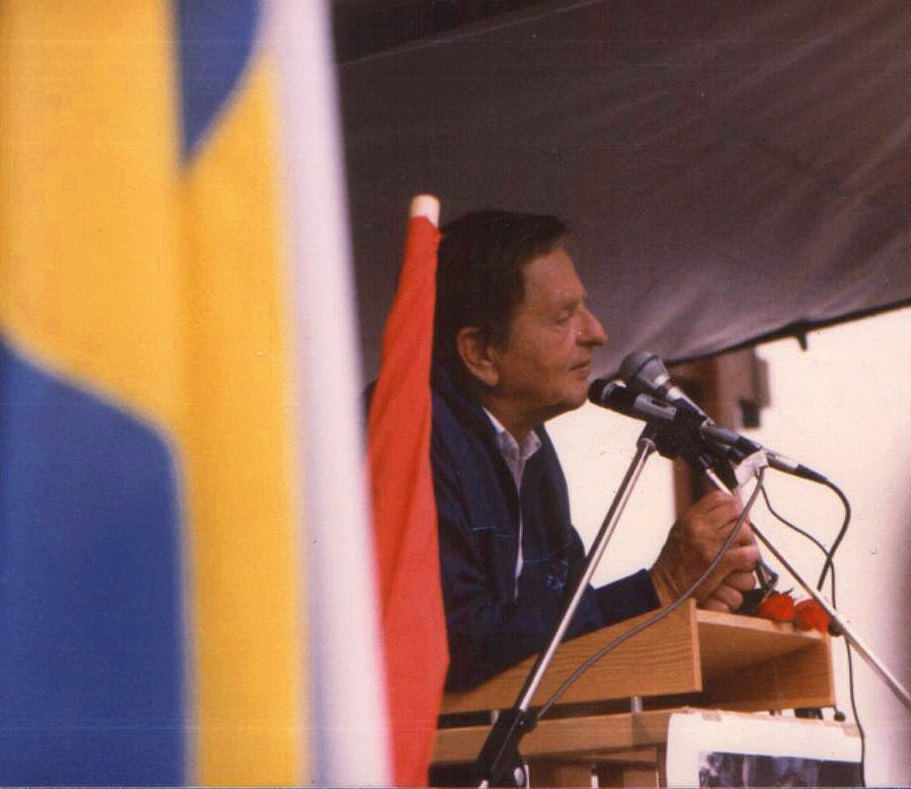
Olof Palme i augusti 1985 under sin sista valkampanj. Valet blev en seger för socialdemokraterna, som tillsammans med VPK fick över hälften av rösterna i riksdagsvalet.

Under hans sista valrörelse år 1985 lyckades Socialdemokraterna göra en brant ökning i opinionen, från cirka 39 procent vid slutet av 1984, till cirka 45 procent redan i maj 1985, varefter opinionen låg stabilt enligt Sifo ända fram till valet i september. Partiet fick 44,7 procent av rösterna i riksdagsvalet. Opinionen höll sig sedan stabilt nära valresultatet för partiet ända tills mordet på honom den 28 februari 1986.

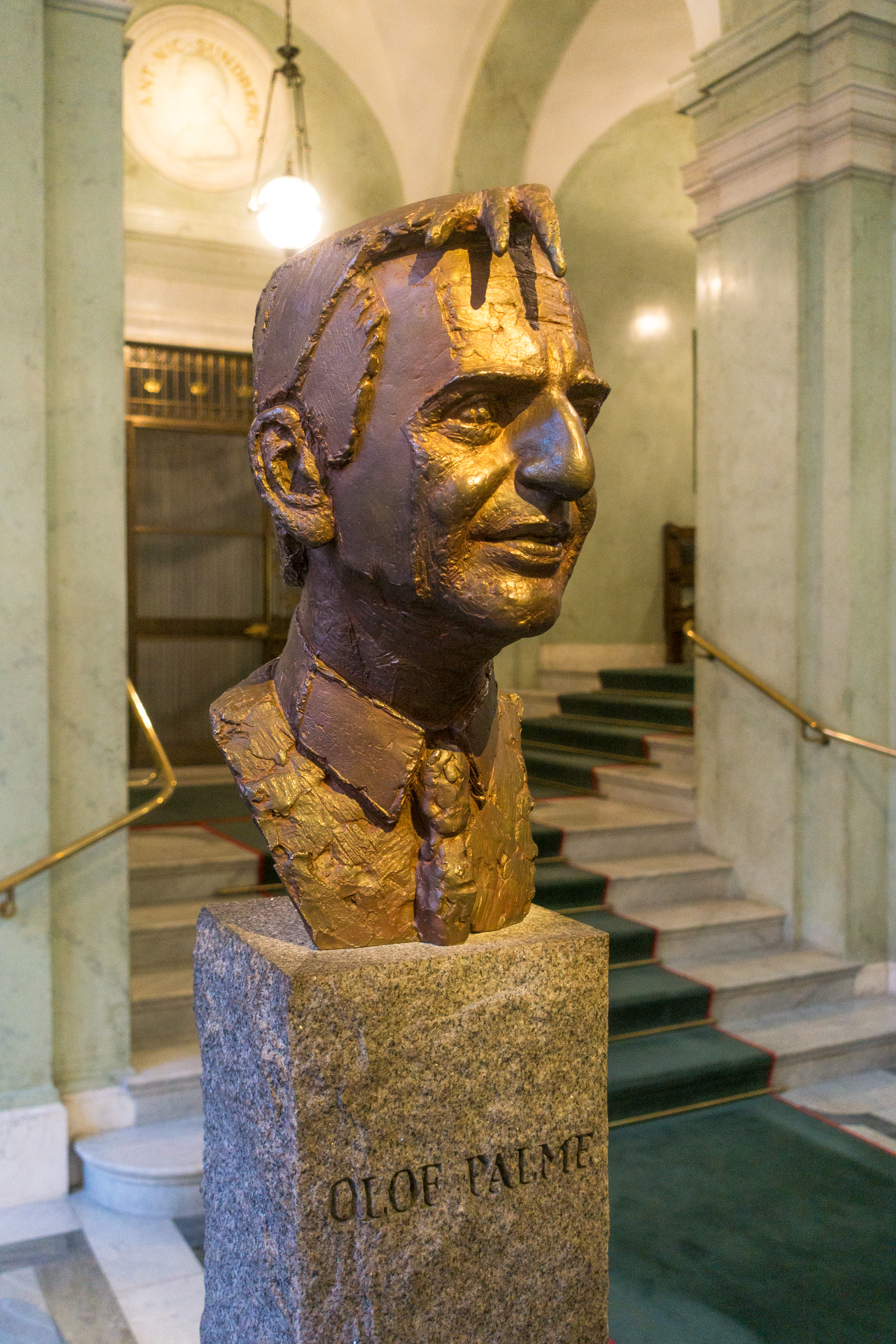
Byst av statsminister Olof Palme i Riksdagshuset i Stockholm.

### Socialdemokraternas valresultat till riksdagen under Olof Palme
- 1970: 45,3 %
- 1973: 43,6 %
- 1976: 42,7 %
- 1979: 43,2 %
- 1982: 45,6 %
- 1985: 44,7 %

## Palme i media och kultur

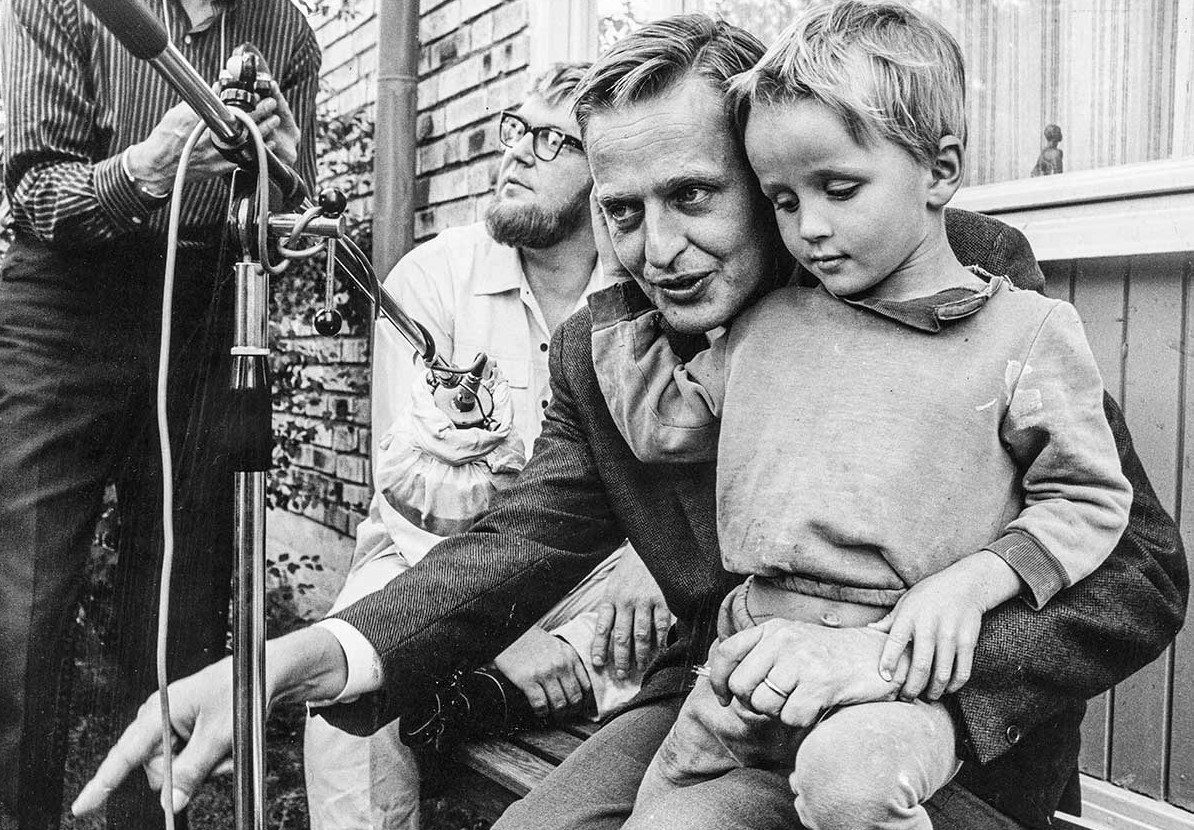
Vilgot Sjöman besöker radhuset i Vällingby 1967 för en intervju om klassamhället med Olof Palme till filmen Jag är nyfiken – en film i gult. Sonen Mårten tar plats i Palmes knä.

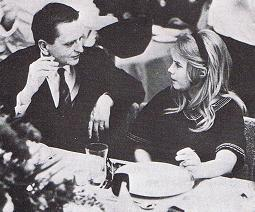
Olof Palme och Lena Nyman på Guldbaggegalan 1968. Båda medverkade i filmen Jag är nyfiken – en film i gult.

Palme och Ingvar Carlsson kom att kallas "Erlanders pojkar". När Palme senare blev partiordförande kom Ingvar Carlsson och Pierre Schori att kallas "Palmes pojkar". Även Lars Hjalmarsson och Anders Ferm betraktades som Palmes pojkar.
Palmes politiska gärning hyllas i flera sånger, bland annat "På mäster Olofs tid", skriven av den svenske vissångaren Björn Afzelius, och "To skud i Stockholm" av den danska rockmusikern Lars Lilholt. Palmes politiska gärningar kritiseras i flera sånger av proggbandet Freedom Singers. Den svenska hiphopgruppen Looptroop spelade 1998 en låt med namnet "Jag sköt Palme" där de bland annat påstår att det var "Looptroopterrorister som sköt statsministern". Låten är en cover på den amerikanska gruppen Non Phixions låt "I Shot Reagan".
Palme medverkade i en intervju i Jag är nyfiken – en film i gult (1967) och i barnprogrammet Från A till Ö under 1970-talet. I avsnittet där det okända ordet var demokrati medverkade Palme med en förklaring.
Den 14 september 2012 hade dokumentärfilmen Palme biopremiär. Den 25 december 2012 sändes första delen av tre i SVT av en dokumentärserie om Olof Palme, som är en förlängd version av dokumentärfilmen innehöll bland annat extramaterial.
2012 anmälde Mårten Palme filmen Call Girl eftersom vissa ansåg att den sexköpande statsministern som figurerar i filmen har likheter med Olof Palme. Åtalet lades ned efter att viss klippning av filmen gjordes.
Olof Palme - En levande vilja: Tal och intervjuer är en ljudbok utgiven på CD med ett urval av Palmes tal och intervjuer. Sven Ove Hansson och Kjell Larsson har gjort urval ur SVT:s arkiv, riksdagens arkiv och arbetarrörelsens arkiv och bibliotek. Talboken gavs ut av Olof Palmes minnesfond i samband med 10-årsminnet av hans död. Vinsten från försäljningen av talboken gick till fonden. Ett urval av Palmes tal finns på sidan Olof Palmes tal.
Palme finns avbildad på svenska frimärken som utkom i april 1986.
Enligt mjölkproducenten Arla kunde Palme inte svara på frågan vad en liter mjölk kostade, varvid Hasse och Tage gjorde en klassisk monolog i revyn Under dubbelgöken från 1979/80: ”2:15 kr för en liter mjölk, det var det jävligaste. Det hade jag inte en a-aning om…”

## Eftermäle
Palmes familj och den socialdemokratiska partistyrelsen instiftade 1986 Olof Palmes minnesfond, som skapades för att främja internationell förståelse och gemensam säkerhet samt hedra hans minne. Fonden delar årligen sedan 1987 ut Olof Palmepriset till personer som gjort insatser i Palmes anda. Fonden delar också ut stipendier till unga.
Olof Palmes internationella center (Palmecentret) bildades 1992 av KF, LO och Socialdemokraterna. Organisationen arbetar för demokrati, mänskliga rättigheter och fred.  

### Priser och utmärkelser
- Gummiudden (Humanistiska föreningen, Stockholms universitet, 1976)
- Jawaharlal Nehrus Pris (postumt, 1986)[52]
- Första klass av Tjeckiska lejonets orden (postumt, 2000)[53][54]
- Sydafrikanska Order of the Companion of Oliver Tambo, Supreme Companion in Gold (postumt, 2002)[55]

### Gator och torg uppkallade efter Olof Palme

#### Sverige
- Olof Palmes gata, Stockholm
- Olof Palmes gata, Trollhättan
- Olof Palmes gata, Umeå
- Olof Palmes gata, Kalmar
- Olof Palmes plats, Göteborg
- Olof Palmes plats, Malmö (del av torg)
- Olof Palmes plats, Södertälje
- Olof Palmes plats, Uppsala (plats vid Uppsala centralstation)
- Olof Palmes torg, Västerås
- Olof Palmes torg, Örebro
- Olof Palmes väg, Kungälv
- Olof Palmes gata, Piteå
- Olof Palmes torg, Sundsvall
- Olof Palmes park, Västervik

#### Övriga världen
Argentina
Calle Olof Palme, Buenos Aires
Belgien
Rue Olof Palme, Charleroi
Danmark
Olof Palmes Allé, Århus
Olof Palmes Gade, Köpenhamn
Dominikanska republiken
Calle Olof Palme, Santo Domingo
England
Olof Palme Grove, Stoke-on-Trent
Frankrike
Boulevard Olof Palme, Émerainville
Boulevard Olof Palme, Hénin-Beaumont
Boulevard Olof Palme, Pau
Rue Olof Palme, Clichy
Rue Olof Palme, Créteil
Rue Olof Palme, Montpellier
Rue Olof Palme, Rezé
Grekland
Parko Olof Palme, Thessaloniki
Odos Olof Palme, Zografou, Aten
Odos Olof Palme, Vyronas, Aten
Odos Olof Palme, Chaïdári
Odos Olof Palme, Kaisariani
Odos Olof Palme, Agioi Anargyroi
Odos Olof Palme, Eleftherio-Kordelio, Thessaloniki
Odos Olof Palme, Sykiés, Thessaloniki
Odos Olof Palme, Neapoli, Thessaloniki
Odos Olof Palme, Stavroupoli, Dimos Pavlos Melas, Thessaloniki
Odos Olof Palme, Sindos, Thessaloniki
Odos Olof Palme, Gefyra, Thessaloniki
Odos Olof Palme, Nea Malgara, Thessaloniki
Odos Olof Palme, Néo Rýsio, Thessaloniki
Odos Olof Palme, Heraklion
Odos Olof Palme, Chania
Odos Olof Palme, Rethymno
Odos Olof Palme, Lefkada
Odos Olof Palme, Axioupoli
Odos Olof Palme, Kilkis
Odos Olof Palme, Hermoupolis
Indien
Olof Palme Marg, New Delhi
Irak
Olof Palme Park, Sulaymaniyya
Italien
Via Olof Palme, Amelia
Via Olof Sven Palme, Bitonto
Via Olof Palme, Nuoro
Moçambique
Avenida Olof Palme, Maputo
Nederländerna
Olof Palmelaan, Beverwijk
Olof Palmelaan, Utrecht
Olof Palmelaan, Zoetermeer
Olof Palmeplein, Amsterdam
Olof Palmestraat, Delft
S.O.J. Palmelaan, Groningen
Ryssland
Улица Улофа Пальме (Úlitsa Úlofa Pál'me), Moskva
Serbien
Улица Улофа Палмеа (Ulica Ulofa Palmea), Belgrad
Spanien
Calle Olof Palme, Badajoz
Calle Olof Palme, Las Palmas de Gran Canaria
Calle Olof Palme, Murcia
Plaça d'Olof Palme, Terrassa
Plaça d'Olof Palme, Valencia
Turkiet
Olof Palme Parkı, Izmir
Olof Palme Parkı, Konya
Olof Palme Parkı, Dikili
Tyskland
Olof-Palme-Allee, Bonn
Olof-Palme-Damm, Kiel
Olof-Palme-Platz, Berlin
Olof-Palme-Platz, Nürnberg
Olof-Palme-Platz, Stralsund
Olof-Palme-Straße, Augsburg
Olof-Palme-Straße, Bremen
Olof-Palme-Straße, Frankfurt am Main
Olof-Palme-Straße, Leverkusen
Olof-Palme-Straße, München
Olof-Palme-Straße, Rostock
Olof-Palme-Straße, Solingen
Olof-Palme-Straße, Wiesbaden
Ungern
Olof Palme sétány, Budapest
Österrike
Olof-Palme-Platz, Traiskirchen
Olof-Palme-Platz, Wiener Neustadt